# Refractómetro
Refractómetro (português europeu) ou refratômetro (português brasileiro), é um instrumento óptico utilizado para medir o índice de refração de uma substância translúcida. Inventado por William Hyde Wollaston, em 1802, teve em Ernst Abbe seu desenvolvedor para um modelo prático.

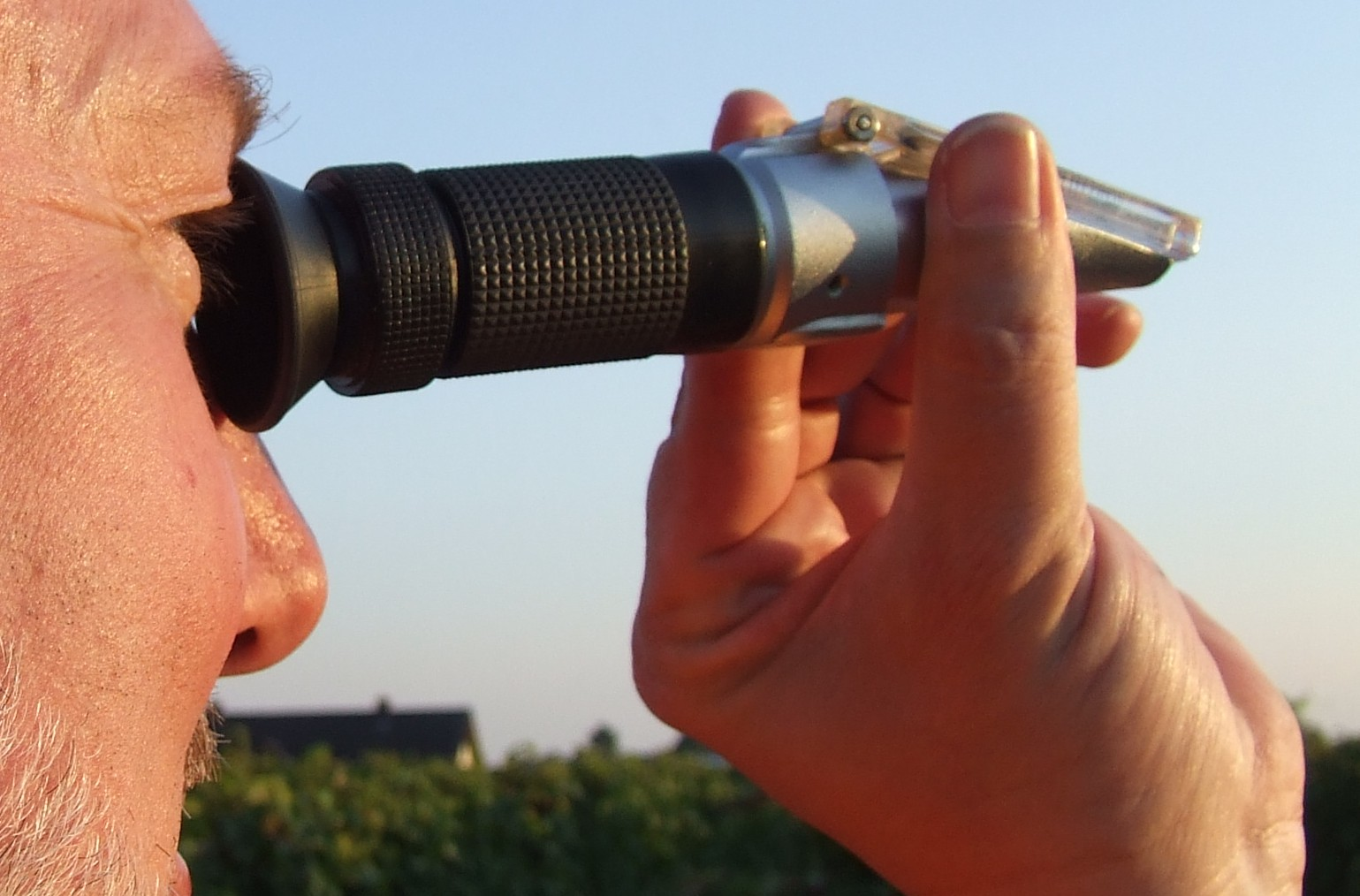
Um refractómetro manual, usado para medir o índice de Brix de frutas

O aparelho faz uso do princípio do ângulo crítico ou ângulo limite de reflexão total, que tem relação com as propriedades ópticas do material. A luz que passa de um meio a outro sofre refração, uma mudança do ângulo de incidência, que medido pode revelar características próprias do material.
Ele pode ser utilizado para determinar a identidade de um material desconhecido a partir da medida de seu índice de refração; pode ser utilizado para determinar a concentração de uma substância dissolvida em outra ou ainda determinar a pureza de uma determinada substância.
O uso mais comum é na determinação da concentração de açúcar em um fluido, também conhecido por índice de Brix, em frutas, doces preparados, mel e outros alimentos. Nos modelos mais comuns, uma gota do fluido a analisar, por exemplo uma gota de sumo de laranja, é colocada sobre o prisma do aparelho, mudando o índice de refração, em função da concentração de um soluto presente no mesmo, no exemplo o açúcar da fruta. É usado também para medir a concentração de proteínas ou a salinidade no sangue. Com ele também é medida a salinidade da água do mar em estudos oceanográficos. Tem ainda variado uso na indústria, para medir líquidos anticongelantes e outros fluidos industriais.
Existem quatro tipos principais de refractómetro: tradicionais ou manuais, digitais, de laboratório (refractómetro de Abbe) e os chamados refractómetros em linha. Um outro, menos comum, chamado de Rayleigh, é usado para medir índice refrativo de gases.

## Refractómetros automáticos
Os refratómetros automáticos medem automaticamente o índice de refração de uma amostra. A medição automática do índice de refração numa amostra é baseada na

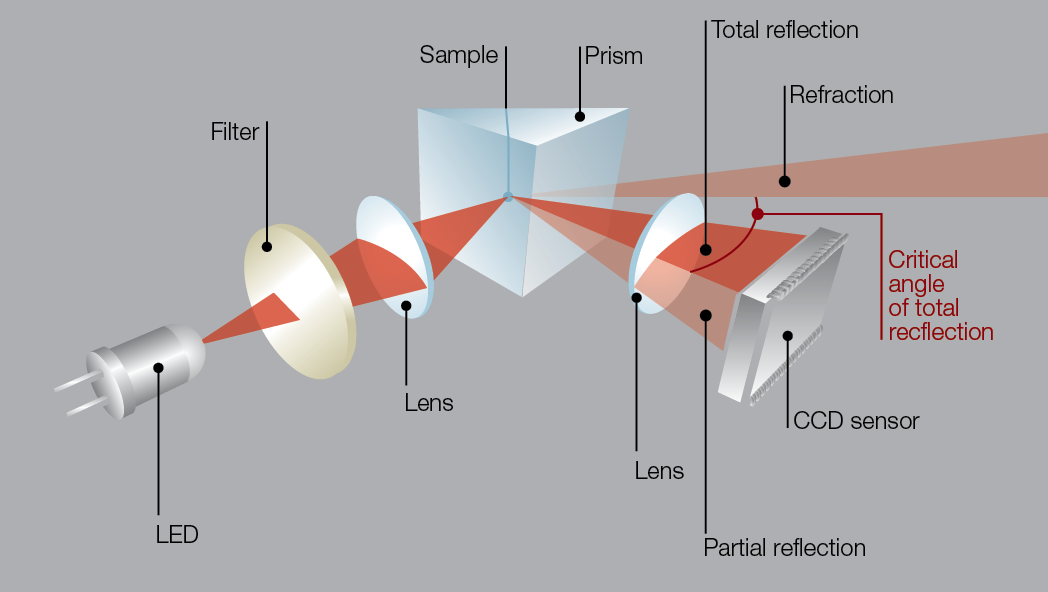
Esquema de configuração de
um refratómetro automático: Uma fonte de luz LED é visualizada sob uma ampla gama de ângulos numa superfície de prisma que está em contacto com uma amostra. Dependendo na diferença no índice de refração entre o material do prisma
e a amostra a luz é parcialmente transmitida ou totalmente refletida. O angulo crítico da reflecção total é determinado pela medição da intensidade da luz refletida como função no angulo incidente Fonte da Imagem: Anton Paar GmbH, www.anton-paar.com

determinação do ângulo crítico da reflecção total. Uma fonte de luz, normalmente uma luz LED de longa duração, é focada numa superfície de prisma através de um sistema de lente. Um filtro de interferência garante o comprimento de onda especificado. Ao focar a luz num ponto na superfície do prisma, é coberta uma vasta gama de diferentes ângulos.
Como mostra na figura “Esquema de configuração de um refratómetro automático” a amostra medida está em contacto directo com o prisma de medição. Dependendo do índice de refração, a luz recebida abaixo do angulo critico do total de reflecção é parcialmente transmitida para a amostra, enquanto que, para ângulos superiores de incidência a luz é totalmente refletida. Esta dependência da intensidade da luz refletida do angulo de incidência é medida com um sensor de alta resolução. Pode ser calculado, do sinal vídeo retirado com o sensor CCD o índice de refração da amostra. Este método de detetar o angulo total de reflecções é independente nas propriedades da amostra. É mesmo possível medir o índice de refração de amostras opticamente densas e muito absorventes ou de amostras que contenham bolhas de ar ou partículas sólidas. Além disso, são apenas necessários uns microlitros para recuperar a amostra. Esta determinação do angulo de refração é independente de vibrações ou outros distúrbios ambientais.

### Influência do comprimento de onda
O índice de refração de uma determinada amostra varia em quase todos os materiais para comprimentos de onda diferentes. A relação de dispersão é característica para todos os materiais. Numa gama de comprimento de onda visível é observada uma diminuição do índice de refração e quase nenhuma absorção. Na gama de comprimento de onda de infravermelhos aparecem vários máximos de absorção e flutuações no índice de refração. Para garantir uma medição de alta qualidade com uma precisão

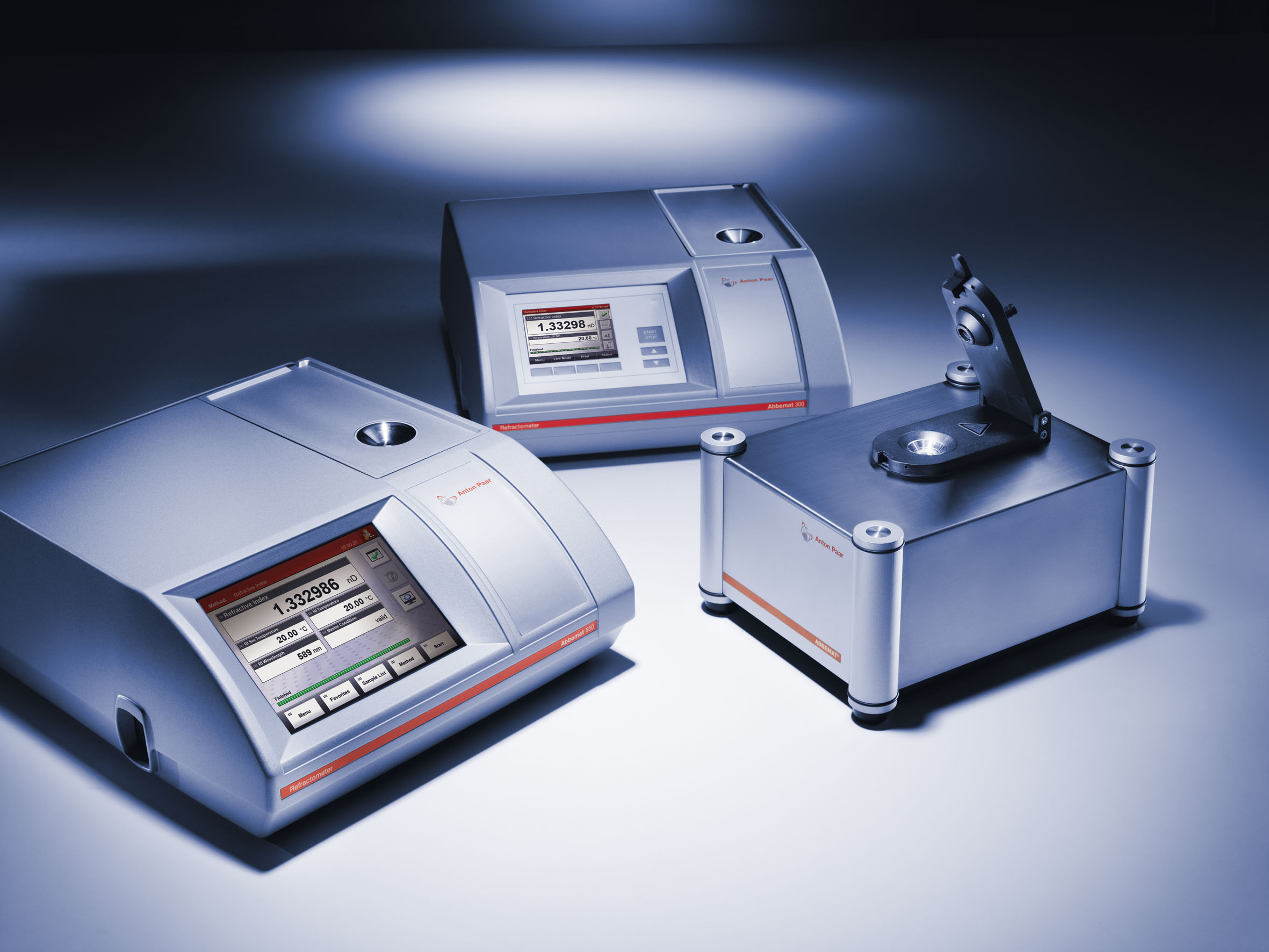
Refractómetro Moderno Automatico- Fonte da Imagem: Anton Paar GmbH, www.anton-paar.com

até 0.00002 no índice de refração o comprimento de onda tem de ser determinado corretamente. Para isso, nos refratómetros modernos o comprimento de onda é sintonizado para uma largura de banda de +/- 0.2 nm para assegurar resultados corretos para amostras com dispersões diferentes.

### Influência da temperatura
A temperatura tem uma importante influência na medição do índice de refração. Assim, a temperatura do prisma e a temperatura da amostra têm de ser controladas com alta precisão. Existem vários designs subtilmente diferentes para controlar a temperatura mas existem alguns fatores chave comuns a todos tais como sensores de temperatura de alta precisão e aparelhos Peltier para controlar a temperatura da amostra e do prisma. A precisão do controle de temperatura destes aparelhos deve ser desenhada para que a variação na temperatura da amostra seja pequena o suficiente que não cause uma alteração de índice de refração detetável.
Foram usados no passado banhos de água externos mas já não necessários nos dias de hoje.

### Possibilidades estendidas dos refractómetros automáticos
Os refratómetros automáticos são aparelhos controlados por micro processador. Isto significa que podem ter um elevado grau de

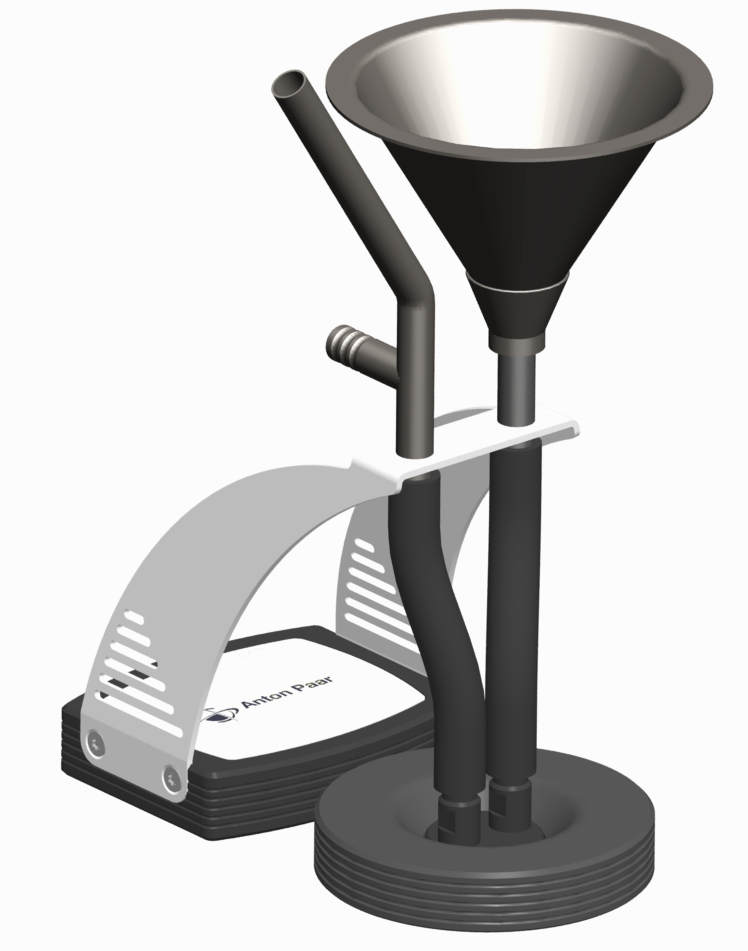

automação e podem também ser combinados com outros aparelhos de medição.

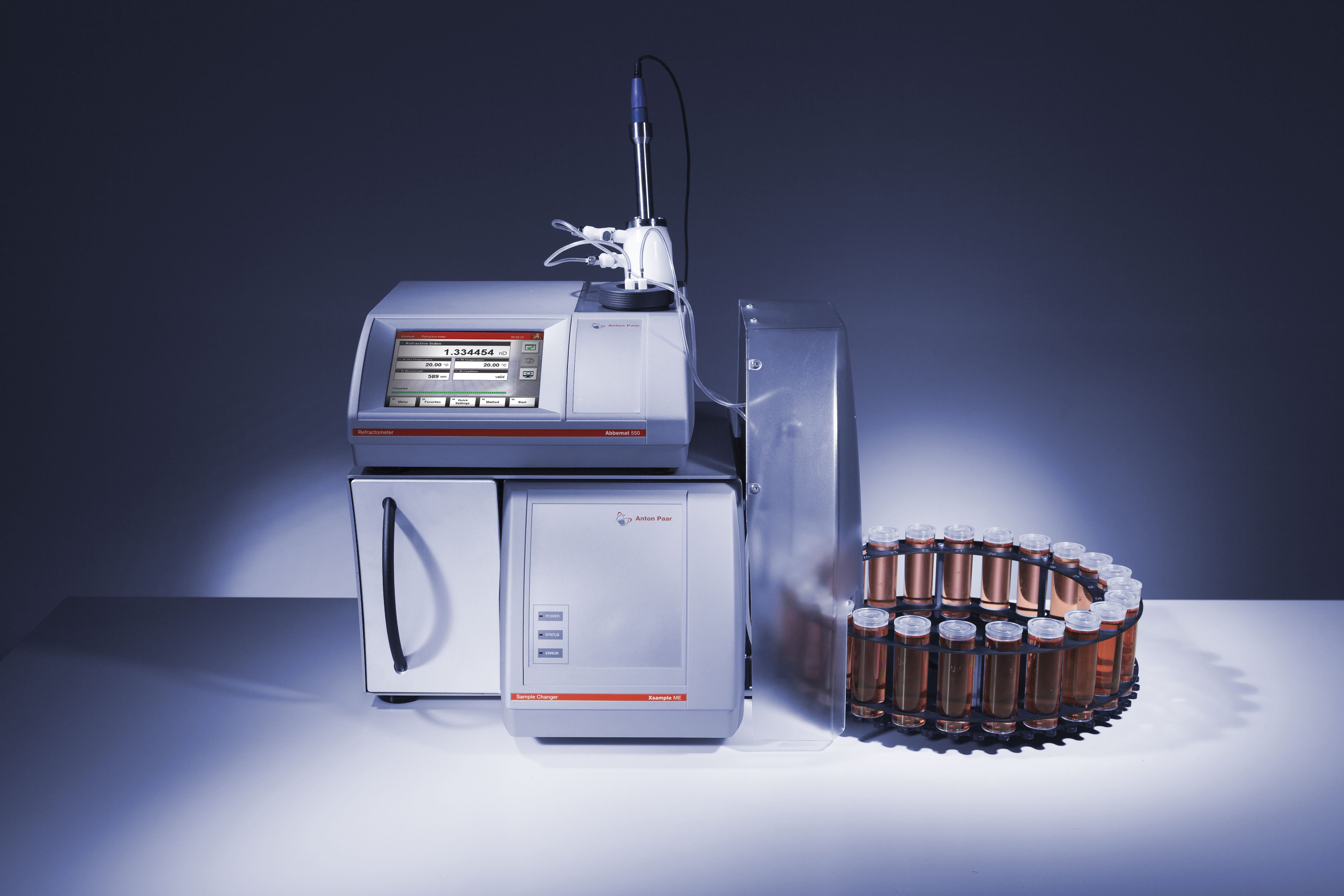
Combinação de medição de um refractómetro automático e um densímetro usado frequentemente em indústrias de aromas e fragâncias - Fonte da Imagem: Anton Paar GmbH, www.anton-paar.com

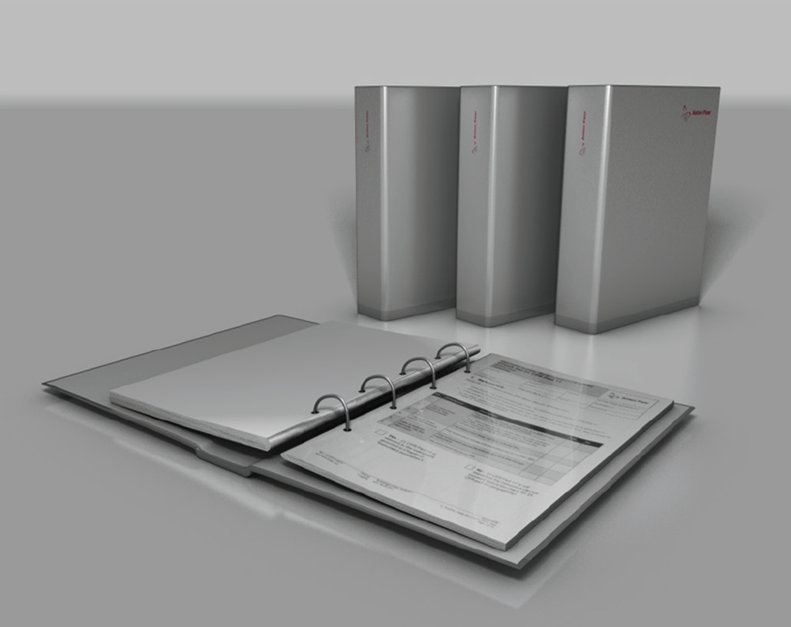
Pasta Típica de Validação e Documentação Farmacêutica - Fonte da Imagem:: Anton Paar GmbH, www.anton-paar.com

#### Células de fluxo
Existem vários tipos de amostra de célula disponíveis, variando de célula de fluxo para uns microlitros até amostras de células com funil de enchimento para uma mudança rápida de amostra sem limpar o prisma no meio. As amostras de células podem também ser usadas para medir amostras venenosas e tóxicas com o mínimo de exposição da mesma. Micros células necessitam apenas de uns microlitros de volume, assegurando uma boa recuperação de amostras caras e a prevenção da evaporação de amostras voláteis ou solventes. Podem também ser usadas em sistemas automáticos de enchimento de amostra no prisma do refratómetro. Para enchimento conveniente da amostra através de um funil, estão disponíveis células de fluxo com funil. Estas são usadas para rápida mudança de amostra em aplicações de controlo de qualidade.

#### Alimentação automática de enchimento
Uma vez que o refratómetro automático esteja equipado com uma célula de fluxo, a amostra pode ser enchida quer com uma seringa ou com uma bomba peristáltica. Os refratómetros modernos têm a opção de ter uma bomba peristáltica integrada. Isto é controlado através do menu do software. Uma bomba peristáltica abre caminho para monitorizar processos em quantidade em laboratório ou executar múltiplas medições numa amostra sem qualquer iteração do utilizador. Isto elimina o erro humano e assegura o alto rendimento da amostra.
Se uma medição automática de um grande número de amostras for necessário, os refratómetros automáticos modernos podem ser combinados com um amostrador automático. O amostrador é controlado pelo refratómetro e assegura medições totalmente automáticas das amostras colocadas nos frascos para as medições.

#### Medições multi-parâmetros
Os laboratórios de hoje não querem apenas medir o índice refrativo de amostras, mas vários parâmetros adicionais como densidade ou viscosidade,  para executarem controlo de qualidade eficiente. Dado ao controlo por microprocessador e um número de interfaces, os refratómetros automáticos estão aptos para comunicar com computadores e outros aparelhos de medição, tais como densímetros, medidores de pH ou viscosímetros, para armazenar dados do índice de refração e dados de densidade (ou outros parâmetros) numa base de dados.

### Características de software
Os refratómetros automáticos não só medem
apenas o índice de refração, como 
oferecem uma série de recursos de software, como:
- Definição do equipamento e configuração via menu de software
- Dados automáticos gravados numa base de dados
- Saída de dados configurada pelo utilizador
- Exportar dados de medição para o Microsoft Excel
- Funções estatísticas
- Métodos pré-definidos para diferentes tipos de aplicações
- Verificações automáticas e ajustes
- Verificação se existe quantidade suficiente de amostra no prisma
- Gravação de dados apenas se os resultados forem plausíveis

### Documentação e validação farmacêutica
Os refratómetros são frequentemente usados
em aplicações farmacêuticas para controlo de qualidade de matéria prima e
produtos finais. Os fabricantes de fármacos têm de seguir vários regulamentos
internacionais como FDA 21 CFR Parte 11, GMP, Gamp 5, USP<1058>, que
requerem muito trabalho de documentação. Os fabricantes de refratómetros
automáticos apoiam estes utilizadores providenciando software que cumpre os
requerimentos de 21 CFR Parte 11, com níveis de utilizador, assinatura eletrónica
e seguimento de auditoria. Além disso , Validação Farmacêutica e Pacotes de
Qualificação estão disponíveis contendo
- Plano de Qualificação (QP)
- Qualificação Design (DQ)
- Análise de Riscos
- Qualificação de Instalação (IQ)
- Qualificação Operacional (OQ)
- Lista de Verificação 21 CFR Parte 11 / SOP
- Qualificação de Performance (PQ)

## Escalas
- Brix

- Oechsle

- Plato

- Baumé

## Refractómetro de Abbe
Um dos mais comuns é o Refractómetro de Abbe, que é formado por quatro partes principais:
- 1. Telescópio;
- 2. Prismas de Abbe;

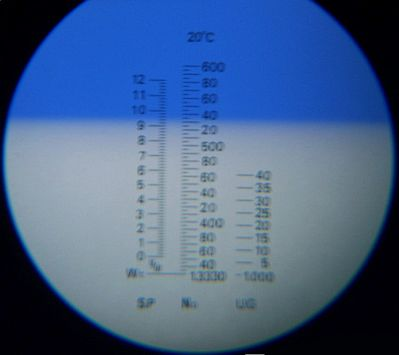
Visão da escala do aparelho

- 3. Círculo graduado de cristal com microscópio de leitura;
- 4. Prismas de compensação.

Ernest Abbe, um funcionário da empresa alemã Carl Zeiss, no final do século 19, foi o primeiro a desenvolver um refractómetro para laboratórios. Os primeiros tinham um termômetro e requeriam água circulante para controlar o instrumento e a temperatura  do fluido analisado.